# Xã Geneva, Quận Kane, Illinois
Xã Geneva (tiếng Anh: Geneva Township) là một xã thuộc quận Kane, tiểu bang Illinois, Hoa Kỳ. Năm 2010, dân số của xã này là 26.552 người.